# Czynnik XIII

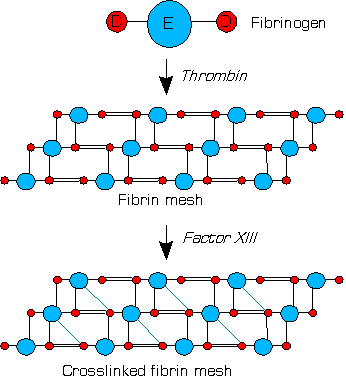
Schemat reakcji katalizowanej przez transglutaminazę

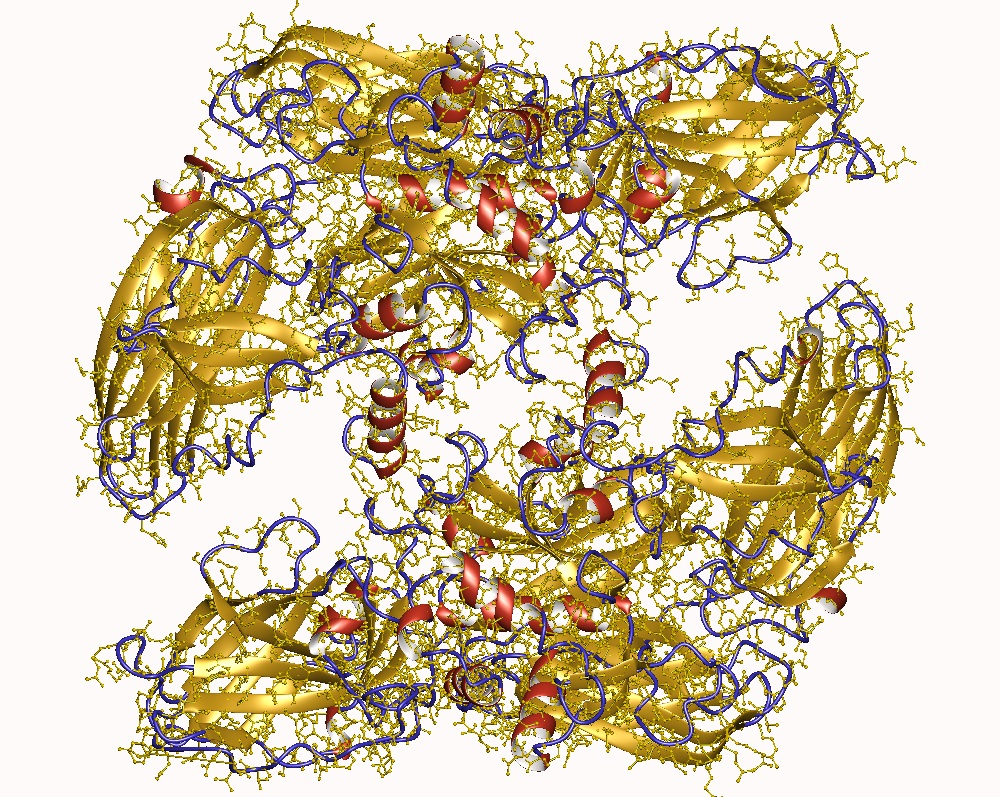
Budowa homodimeru czynnika XIII z krwi ludzkiej

Czynnik XIII (FXIII, czynnik stabilizujący fibrynę, czynnik Laki-Loranda) – czynnik krzepnięcia, który jest enzymem (transglutaminazą, EC 2.3.2.13) katalizującym (przy obecności jonów wapnia) jedną z ostatnich reakcji w kaskadzie krzepnięcia, polegającą na utworzeniu wiązań między cząsteczkami fibryny. W wyniku tej reakcji powstaje nierozpuszczalny w wodzie skrzep.
Czynnik Laki-Loranda (czynnik LL) to dawna nazwa, która pochodzi od węgierskich biochemików, którzy w 1948 roku odkryli ten enzym: Laszlo Loranda i Kolomana Laki.

## Genetyka
Proenzym (dawniej zymogen) FXIII jest glikoproteiną o masie cząsteczkowej około 320 kD, stanowiącą heterotetramer utworzony przez dwie podjednostki A i dwie podjednostki B. Podjednostki A i B kodują dwa różne geny:
- gen podjednostki A F13A znajduje się w locus 6p25-p24. Podjednostka A odpowiada za aktywność transglutaminazową FXIII: katalizuje reakcję przyłączenia grupy alkilowej do atomu azotu reszt glutaminowych, które następnie reagują z resztami lizynylowymi innej cząsteczki fibryny. Masa cząsteczkowa podjednostki A wynosi około 83 kD.
- gen podjednostki B F13B znajduje się w locus 1q31-q32.1. Nie odkryto dotąd aktywności enzymatycznej kodowanego przezeń białka, być może podjednostka B jest tylko nośnikiem podjednostki A. Masa cząsteczkowa białka wynosi około 76,5 kD.